# Festival Internacional de Cine de Berlín de 1987
La 37.ª edición del Festival de Cine de Berlín se llevó a cabo del 20 de febrero al 3 de marzo de 1987. El Oso de Oro fue otorgado a la cinta soviética Tema, dirigida por Gleb Panfilov.
El festival se abrió con Ginger y Fred de Federico Fellini, que no participaba en el concurso oficial del certamen.
La retrospectiva estaba dedicada al director estadounidense Rouben Mamoulian. El homenaje fue para la pareja francesa Jean-Louis Barrault y Madeleine Renaud y fue titulado Renaud-Barrault au cinéma.

## Jurado
Las siguientes personas fueron escogidas para el jurado de esta edición:
- Klaus Maria Brandauer, actor austríaco - Presidente del jurado
- Juliet Berto, actriz y cineasta francesa
- Kathleen Carroll, crítica de cine estadounidense
- Callisto Cosulich, crítico de cine italiano
- Victor Dyomin, actor y guionista soviético
- Reinhard Hauff, cineasta alemán
- Edmund Luft, dramaturgo alemán
- Jiří Menzel, actor y cineasta checo
- Dan Pița, cineasta rumano
- Paul Schrader, cineasta estadounidense
- Antonio Skármeta, escritor chileno

## Películas en competición
La siguiente lista presenta a las películas que compiten por Oso de Oro:
| Título en español       | Título original          | Director(es)                       | País            |
| ----------------------- | ------------------------ | ---------------------------------- | --------------- |
| Anne Trister            | Anne Trister             | Léa Pool                           | Canadá          |
| Hijos de un dios menor  | Children of a Lesser God | Randa Haines                       | EE. UU.         |
| Camaradas               | Comrades                 | Bill Douglas                       | Reino Unido     |
| Die Verliebten          | Die Verliebten           | Jeanine Meerapfel                  | RFA, Yugoslavia |
| Der Tod des Empedokles  | Der Tod des Empedokles   | Danièle Huillet, Jean-Marie Straub | RFA, Francia    |
| Diario para mis amores  | Napló szerelmeimnek      | Márta Mészáros                     | Hungría         |
| Sólo por amor           | For Love Alone           | Stephen Wallace                    | Australia       |
| Los locos de Bassan     | Les Fous de Bassan       | Yves Simoneau                      | Canadá, Francia |
| Mala sangre             | Mauvais Sang             | Leos Carax                         | Francia         |
| Máscaras                | Masques                  | Claude Chabrol                     | Francia         |
| El milagro              | Le Miraculé              | Jean-Pierre Mocky                  | Francia         |
| El caso Moro            | Il caso Moro             | Giuseppe Ferrara                   | Italia          |
| Skorbnoye beschuvstviye | Скорбное бесчувствие     | Alexander Sokurov                  | URSS            |
| Buenas noches, madre    | 'night, Mother           | Tom Moore                          | EE. UU.         |
| Platoon                 | Platoon                  | Oliver Stone                       | EE. UU.         |
| Umi to dokuyaku         | 海と毒薬                 | Kei Kumai                          | Japón           |
| So viele Träume         | So viele Träume          | Heiner Carow                       | RDA             |
| Tema                    | Тема                     | Gleb Panfilov                      | URSS            |
| Vera                    | Vera                     | Sérgio Toledo                      | Brasil          |
| Vlčí bouda              | Vlčí bouda               | Věra Chytilová                     | Checoslovaquia  |
| El año de las luces     | El año de las luces      | Fernando Trueba                    | España          |

### Fuera de competición
| Título en español               | Título original            | Director(es)         | País    |
| ------------------------------- | -------------------------- | -------------------- | ------- |
| Adiós a Matiora                 | Proshchanie                | Elem Klimov          | URSS    |
| El color del dinero             | The Color of Money         | Martin Scorsese      | EE. UU. |
| Crónica de los sucesos amorosos | Kronika wypadków milosnych | Andrzej Wajda        | Polonia |
| Der kleine Staatsanwalt         | Der kleine Staatsanwalt    | Hark Bohm            | RDA     |
| Rock Star                       | Light of Day               | Paul Schrader        | EE. UU. |
| Ein Treffen mit Rimbaud         | Ein Treffen mit Rimbaud    | Ernst-August Zurborn | RFA     |
| Historias verdaderas            | True Stories               | David Byrne          | EE. UU. |

## Retrospectivas y Homenajes
Las siguientes películas estaban incluidas en la retrospectiva dedicada a Rouben Mamoulian:
| Título en español           | Título original          | Director(s)      | País    |
| --------------------------- | ------------------------ | ---------------- | ------- |
| Aplauso                     | Applause                 | Rouben Mamoulian | EE. UU. |
| Becky Sharp                 |                          | Rouben Mamoulian | EE. UU. |
| Sangre y arena              | Blood and Sand           | Rouben Mamoulian | EE. UU. |
| City Streets                |                          | Rouben Mamoulian | EE. UU. |
| El hombre y el monstruo     | Dr. Jekyll and Mr. Hyde  | Rouben Mamoulian | EE. UU. |
| El alegre bandolero         | The Gay Desperado        | Rouben Mamoulian | EE. UU. |
| Sueño dorado                | Golden Boy               | Rouben Mamoulian | EE. UU. |
| La furia del oro negro      | High, Wide, and Handsome | Rouben Mamoulian | EE. UU. |
| Interview With Mamoulian    | Philip Jenkinson         | Reino Unido      |         |
| Ámame esta noche            | Love Me Tonight          | Rouben Mamoulian | EE. UU. |
| El signo del Zorro          | The Mark of Zorro        | Rouben Mamoulian | EE. UU. |
| La reina Cristina de Suecia | Queen Christina          | Rouben Mamoulian | EE. UU. |
| Anillos en sus dedos        | Rings on Her Fingers     | Rouben Mamoulian | EE. UU. |
| La bella de Moscú           | Silk Stockings           | Rouben Mamoulian | EE. UU. |
| El cantar de los cantares   | The Song of Songs        | Rouben Mamoulian | EE. UU. |
| Summer Holiday              |                          | Rouben Mamoulian | EE. UU. |
| Vivamos de nuevo            | We Live Again            | Rouben Mamoulian | EE. UU. |

Las siguientes películas estaban incluidas en la retrospectiva dedicada a Jean-Louis Barrault y Madeleine Renaud: 
| Título en español                                          | Título original                                            | Director(s)                      | País                 |
| ---------------------------------------------------------- | ---------------------------------------------------------- | -------------------------------- | -------------------- |
| Un drama singular                                          | Drôle de drame                                             | Marcel Carné                     | Francia              |
| Des journées entières dans les arbres                      | Des journées entières dans les arbres                      | Marguerite Duras                 | Francia              |
| Hélène                                                     | Hélène                                                     | Jean Benoît-Lévy                 | Francia              |
| Jean de la Lune                                            | Jean de la Lune                                            | Jean Choux                       | Francia              |
| Jean-Louis Barrault: Le langage du corps                   | Jean-Louis Barrault: Le langage du corps                   | Muriel Balash                    | EE. UU., Francia     |
| Jean-Louis Barrault, A Man of the Theatre                  | Jean-Louis Barrault, Un homme de théâtre                   | Muriel Balash                    | EE. UU., Francia     |
| Kinder des Olymp: Madeleine Renaud und Jean Louis Barrault | Kinder des Olymp: Madeleine Renaud und Jean Louis Barrault | Birgitta Ashoff                  | RFA                  |
| La maternal                                                | La Maternelle                                              | Jean Benoît-Lévy y Marie Epstein | Francia              |
| La noche de Varennes                                       | La Nuit de Varennes                                        | Ettore Scola                     | Francia, Italy       |
| La Part de l'ombre                                         | La Part de l'ombre                                         | Jean Delannoy                    | Francia              |
| La ronda                                                   | La Ronde                                                   | Max Ophüls                       | Francia              |
| Sinfonía fantástica                                        | La Symphonie fantastique                                   | Christian-Jaque                  | Francia              |
| El milagro de los lobos                                    | Le Miracle des loups                                       | André Hunebelle                  | Francia              |
| El placer                                                  | Le Plaisir                                                 | Max Ophüls                       | Francia              |
| Le puritain                                                | Le puritain                                                | Jeff Musso                       | Francia              |
| Los niños del paraíso                                      | Les Enfants du Paradis                                     | Marcel Carné                     | Francia              |
| El testamento del Dr. Cordelier                            | Le Testament du docteur Cordelier                          | Jean Renoir                      | Francia              |
| El extraño señor Victor                                    | L'Étrange Monsieur Victor                                  | Jean Grémillon                   | Francia              |
| El túnel                                                   | Le Tunnel                                                  | Kurt Bernhardt                   | Francia, Alemania    |
| Farinet ou l'or dans la montagne                           | Farinet ou l'or dans la montagne                           | Max Haufler                      | Switzerland, Francia |
| Lumière d'été                                              | Lumière d'été                                              | Jean Grémillon                   | Francia              |
| Maria Chapdelaine                                          | Maria Chapdelaine                                          | Julien Duvivier                  | Francia              |
| Portrait of Madeleine Renaud                               | Portrait de Madeleine Renaud                               | Jean-Marie Carzou                | Francia              |
| Remorques                                                  | Remorques                                                  | Jean Grémillon                   | Francia              |
| Contra viento y marea                                      | Vent debout                                                | René Leprince                    | Francia              |

## Palmarés

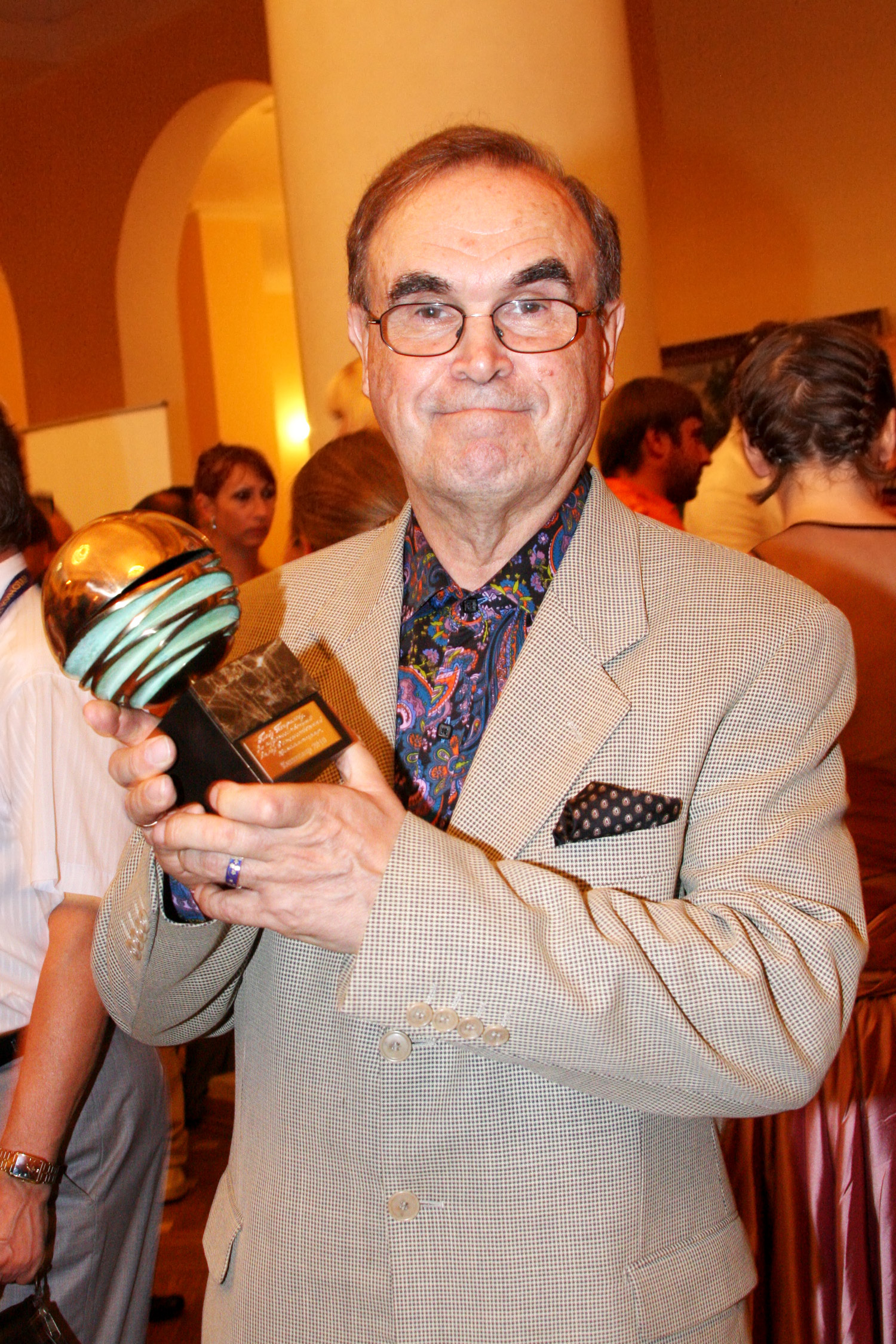
Gleb Panfilov, ganador del Oso de Oro

Los siguientes premios fueron entregados por el jurado profesional:
- Oso de Oroː Tema de Gleb Panfilov
- Oso del Plata, Gran Premio del Jurado: Umi to dokuyaku de Kei Kumai
- Oso de Plata a la mejor dirección:  Oliver Stone por Platoon
- Oso de Plata a la mejor interpretación femenina: Ana Beatriz Nogueira por Vera
- Oso de Plata a la mejor interpretación masculina: Gian Maria Volonté por El caso Moro
- Oso de Plata por un logro único sobresaliente: 
  - Márta Mészáros por Diario para mis amores
  - Fernando Trueba por El año de las luces
- Oso de Plata por su contribución artística:  Hijos de un dios menor de Randa Haines
- Premio Alfred Bauer: Mala sangre de Leos Carax

### Premios independientes
- Premio FIPRESCI: Tema de Gleb Panfilov